# Censo de vida salvaje
Se denomina censo de vida silvestre o salvaje, o censo de animales, a la determinación de la población de alguna especie o especies animales en una determinada zona. Un censo animal permite determinar el tamaño de la población de una especie y contribuir a determinar y evaluar medidas para su mejor protección o manejo. Por ejemplo, en el caso de las especies animales visibles ("conspicuas"), los inventarios se evalúan idealmente tres veces por año: durante la temporada de reproducción, luego que los jóvenes han nacido o roto el cascarón, y antes de que comience la temporada de caza, y luego que finaliza la temporada de caza. En la práctica los estimados de la población se realizan una sola vez por año, en el mejor de los casos, debido a la escasez de recursos y personal para llevar a cabo el censo.
Por lo general se utilizan cuatro tipos de métodos para estimar el tamaño de poblaciones animales: conteos totales, conteos incompletos, conteos indirectos y  métodos de marcado y captura.

## Conteo completo o  total
En un conteo completo o total, se cuenta cada uno de los miembros de una población. Cuando la población de especies grandes se encuentran en espacios abiertos, tales como patos en lagos, focas en playas de reproducción, o antílopes en una pradera, es posible realizar conteos aéreos de la mayoría de los individuos, especialmente con ayuda de equipo fotográfico. A veces se realiza el conteo utilizando una técnica de atravesar la población mediante un grupo de personas ordenadas en una línea ("corte de línea"), quienes cuentan todos los ejemplares de ciervos que pasan en cada dirección. Para el éxito de esta técnica es muy importante cual es la distancia entre las personas ya que debe asegurar que todos los ciervos son contados, aun aquellos que se esconden. Sin embargo, esta técnica no es muy usada a causa de las limitaciones en la cantidad de personas disponibles o de fondos, lo cual hace que sea poco práctico o directamente imposible el censado de toda una población, además esta técnica puede perturbar o inclusive llegar a destruir la población o su hábitat. Aun cuando a veces se lo utilice esta es una técnica por lo general costosa.

## Conteo incompleto
Un conteo incompleto comprende el conteo de parte de la población y luego la extrapolación para determinar la población total. Una forma es dividir la zona de muestreo en cuadrantes e intentar contar todos los individuos en cada cuadrante. Un censo mediante la técnica de "corte de línea", utilizando cuadrantes de grandes dimensiones, puede ser una forma efectiva para determinar la población de ciervos en áreas boscosas. Observadores fijos se colocan en tres lados de un cuadrante y cuentan todos los ciervos que entran o salen del cuadrante en frente de una línea de personas que caminan cruzando el cuadrante desde el cuarto lateral. El número total de animales se calcula como la suma de todos los animales que salen del cuadrante adelante de la línea de personas más los animales que pasan en sentido contrario menos los animales que entran al cuadrante a través de uno de sus laterales o a través de la línea que se desplaza. Tal como en el caso de los conteos completos, la distancia entre los observadores y entre los miembros de la línea que avanza es muy importante para asegurar el éxito de la operación.
Los conteos mediante censo por franja, conteos a la vera del camino, conteo por descarga y generación de ruido son todos métodos de conteo incompleto. Un censo por franja se puede utilizar para estimar el tamaño de la población de urogallos. Un observador camina por una línea que atraviesa una sección representativa del hábitat y registra las distancias a las que las aves levantan vuelo. El tamaño de la población P, se estima como:
P =  (A x Z) / (X x Y)
Siendo A el área del hábitat censado, Z es el número total de urogallos que levantaron vuelo, X es la distancia total caminada e Y es el doble de la distancia promedio entre el observador y el ave cuando levanta vuelo. Las principales suposiciones de este método son: 
a) las distancias a las cuales las aves levantan vuelo varían en forma aleatoria
b) las aves se encuentran dispersas en forma aleatoria en el área que se analiza
c) la distancia promedio de levantar vuelo es un buen estimador del promedio "verdadero".

## Conteo indirecto
Dado que a menudo no es posible obtener un conteo visual preciso de los animales en una población, se utilizan señales indirectas de los animales existentes como índices de abundancia relativa. Un índice de población indica el tamaño relativo de una población y muestra tendencias del cambio de la población (en crecimiento, en descenso, estable) pero no provee un estimado del número de animales. Ejemplo de conteos indirectos son contar el número de madrigueras de  rata almizclera, contar las deposiciones (pellet fecal) de ciervos y conejos, y contar el número de nidos o madrigueras en una zona determinada. A veces se considera que el conteo de la cantidad de aves que se escucha cantar es un tipo de conteo indirecto.
Se pueden contar los pellets fecales de ciervos o conejos a lo largo de una línea de corte o en una zona de estudio delimitada. En ambos casos, la primera tarea a realizar luego de determinar cual es la línea de corte o la zona de estudio es quitar todos los pellets existentes. Luego a un intervalo de tiempo previamente definido, se cuentan todas las pilas o pellets fecales. Este número es un índice del número de ciervos o conejos en la zona: cuantos más animales haya, más pellets se producirán.

## Marca y recaptura
Estos métodos son muy utilizados para estimar las poblaciones de peces, y muchos animales. La técnica fue utilizada inicialmente por  Petersen en 1896 para estudiar la población de solla en el mar Báltico y luego fue propuesta por Lincoln en 1930 para estimar la cantidad de patos. El método de Petersen y de Lincoln a menudo es denominado Índice Lincoln-Petersen, a pesar de que no es un índice sino un método para estimar la población. El método se basa en capturar una cantidad de animales, marcarlos (colocándoles algún membrete identificatorio), liberarlos en su población y luego determinar la relación entre animales no marcados y animales marcados en la población mediante una segunda captura. La población P se estima mediante la fórmula:
P = (M x C) / R
Siendo  M el número de animales marcados en la primera temporada, C es el número de animales capturados en la segunda temporada, y R es el número de animales marcados recapturados en la segunda temporada.